# Déracinée
Déracinée (titre original : Uprooted) est un roman de fantasy de l'écrivaine américaine Naomi Novik, publié en 2015 puis traduit en français et publié en 2017. Il s'agit du premier roman de l'auteur ne faisant pas partie de sa série phare Téméraire.

## Résumé
Agnieszka adore sa famille, son village et la rivière qui scintille dans la vallée. Intrépide et patiente, elle excelle à glaner les baies les plus recherchées mais chacun, à Dvernik, sait que c'est la très gracieuse et intelligente Kasia que le Dragon prendra pour le servir. En échange de sa protection contre le Bois maléfique et ses créatures malfaisantes, ce puissant magicien choisit une jeune villageoise de dix-sept ans qu'il emmène vivre avec lui dans sa tour. Il la libère dix ans plus tard, irrémédiablement changée et perdue pour les siens. À l'approche du jour fatidique, Agnieszka tremble pour sa meilleure amie, mais rien ne se passe comme prévu et ce n'est pas elle que le Dragon désigne...

## Récompenses
Déracinée remporte le prix Nebula du meilleur roman 2015, le prix Locus du meilleur roman de fantasy 2016, le prix British Fantasy 2016 et le prix Mythopoeic 2016.

## Adaptation
Ellen DeGeneres s'est engagée à produire l'adaptation cinématographique pour Warner Bros. 

## Éditions
- Uprooted, Del Rey Books, 19 mai 2015, 448 p.  (ISBN 978-0-8041-7903-4)
- Déracinée, Pygmalion, 11 janvier 2017, trad. Benjamin Kuntzer, 505 p.  (ISBN 978-2-7564-1908-4)
- Déracinée, J'ai lu, coll. « Science-fiction » no 12284, 26 septembre 2018, trad. Benjamin Kuntzer, 512 p.  (ISBN 978-2-290-15489-2)